# OpenMath
OpenMath представлява маркиращ език за описание на съдържанието на математически формули. Той може да се използва за предаване на семантична информация в съчетание с MathML, който е стандарт, основно фокусиращ се върху презентацията на формулите. За кодиране на OpenMath се използват XML и бинарен формат.

## История
OpenMath е разработен по време на серия от работни срещи и (предимно европейски) изследователски проекти, започнали през 1993 и продължаващи до днес. Стандартът OpenMath 1.0 е публикуван през февруари 2000 и ревизиран като OpenMath 1.1 през октомври 2002. Две години по-късно, през юни 2004, е оповествен стандартът OpenMath 2.0. OpenMath 1 определя основната архитектура на езика, докато OpenMath 2 се съсредоточава върху по-добра интеграция с XML формата и съвместимост между различни структури, както и допринася за либерализиране на речниците.

## OpenMath общност
Усилията за развиване на OpenMath се управляват от така нарерчената OpenMath общност, която се намира в Хелзинки, Финландия. Общността включва автори на приложения, софтуерни специалисти, издатели. Членството е чрез покана от Комитета на управителите на общностите (Societies Executive Committee), който приветства лични номинации от хора, които прилагат OpenMath в изследванията или работата си. От 2007 насам Майкъл Колхейс е президент на общността.

## Пример
Добре познатата формула за решенията на квадратно уравнение:
{\displaystyle x={\frac {-b\pm {\sqrt {b^{2}-4ac}}}{2a}},}
е представена в OpenMath формат по следния начин (използвана е репрезентация във форма на дърво, възлите на което са различни функционални елементи, например OMA за приложение на функция или OMV за променлива):
```
<OMOBJ
 
xmlns=
"http://www.openmath.org/OpenMath"
>

  
<OMA
 
cdbase=
"http://www.openmath.org/cd"
>

    
<OMS
 
cd=
"relation1"
 
name=
"eq"
/>

    
<OMV
 
name=
"x"
/>

    
<OMA>

      
<OMS
 
cd=
"arith1"
 
name=
"divide"
/>

      
<OMA>

        
<OMS
 
cdbase=
"http://www.example.com/mathops"
 
cd=
"multiops"
 
name=
"plusminus"
/>

        
<OMA>

          
<OMS
 
cd=
"arith1"
 
name=
"unary_minus"
/>

          
<OMV
 
name=
"b"
/>

        
</OMA>

        
<OMA>

          
<OMS
 
cd=
"arith1"
 
name=
"root"
/>

          
<OMA>

            
<OMS
 
cd=
"arith1"
 
name=
"minus"
/>

            
<OMA>

              
<OMS
 
cd=
"arith1"
 
name=
"power"
/>

              
<OMV
 
name=
"b"
/>

              
<OMI>
2
</OMI>

            
</OMA>

            
<OMA>

              
<OMS
 
cd=
"arith1"
 
name=
"times"
/>

              
<OMI>
4
</OMI>

              
<OMV
 
name=
"a"
/>

              
<OMV
 
name=
"c"
/>

            
</OMA>

          
</OMA>

          
<OMI>
2
</OMI>

        
</OMA>

      
</OMA>

      
<OMA>

        
<OMS
 
cd=
"arith1"
 
name=
"times"
/>

        
<OMI>
2
</OMI>

        
<OMV
 
name=
"a"
/>

      
</OMA>

    
</OMA>

  
</OMA>

</OMOBJ>

```

В дървовидното представяне на израза по-горе, елементи като например <OMS cd="arith1" name="times"/>, представляват математически функции, приложени към своите изрази сестри, заедно с които представляват аргументи към OMA. Значението на елемента OMS се съдържа в атрибута cd, което е препратка към съответната дефиниция на функцията в речника, който от своя страна е зададен като URI в полето cdbase в най-близкия елемент, доминиращ съответния OMS елемент. В горния пример всички символи идват от речника за аритметични функции (arith1), с изключение на plusminus, който идва от нестандартен речник, поради което се налага указването на cdbase.

## Речници за OpenMath
Речниците за OpenMath за структурирани XML документи, които дефинират математическите символи, използвани от OMS елементите в структурата на OpenMath обекти. OpenMath 2 не дава стриктни указания за съставянето на речници, а единствено определя изискванията за еднозначно определяне на OMS елементите. OpenMath предлага проста форма за XML кодиране, която задоволява указаните изисквания, и колекция от речници за някои области от математиката.
За по-разширени речници и като цяло за нетипични математически речници, форматът OMDoc разширява OpenMath, като добавя две нива: „твърдения“, включвайки структури като дефиниции, теореми, доказателства и примери, както и средства за връзка между тях; и „теоретично ниво“, където теорията е колекция от контекстуално свързани твърдения. Теориите в OMDoc са създадени така, че да бъдат съвместими с речниците за OpenMath, като също така могат да се свързват помежду си с определени типове релации.